# Øvre Eiker
Øvre Eiker est une kommune de Norvège. Elle est située dans le comté de Buskerud.

## Zones protégées
- Réserve naturelle de Fiskumvannet
- Réserve naturelle de Fosseteråsen
- Réserve naturelle de Hamrefjell
- Réserve naturelle de Sandsbakken